# Theodor Hackenberg
Theodor Hackenberg (4. prosince 1873 Mírov – 26. března 1946 Praha) ,byl československý politik německé národnosti, meziválečný poslanec a senátor Národního shromáždění za Německou sociálně demokratickou stranu dělnickou v ČSR.

## Biografie
Byl synem soudního zřízence. Vychodil národní a měšťanskou školu v Mohelnici. Vyučil se stolařem u českého mistra v Litomyšli.
Politicky aktivní byl již za Rakouska-Uherska jako člen Sociálně demokratické strany Rakouska. Ve volbách do Říšské rady roku 1907 se stal poslancem Říšské rady (celostátní parlament), kam byl zvolen za okrsek Dolní Rakousy 37. Usedl do poslanecké frakce Klub německých sociálních demokratů. Ve vídeňském parlamentu setrval do konce funkčního období sněmovny, tedy do roku 1911. V letech 1913–1919 byl zemským tajemníkem rakouské sociální demokracie pro Moravu.
Po roce 1918 působil v československé politice. V parlamentních volbách v roce 1920 získal poslanecké křeslo v Národním shromáždění. Mandát obhájil v parlamentních volbách v roce 1925 i parlamentních volbách v roce 1929.
V parlamentních volbách v roce 1935 získal senátorské křeslo v Národním shromáždění. V senátu setrval do jeho zrušení v roce 1939, přičemž na rozdíl od většiny německojazyčných senátorů neztratil mandát v důsledku změn hranic Československa po Mnichovské dohodě a zůstal politikem zbytkového Československa. Zůstal nezařazeným senátorem.
Podle údajů k roku 1929 byl profesí úředník v Praze. Pracoval jako vedoucí úředník Říšského svazu německých nemocenských pokladen. Tuto funkci zastával v letech 1924–1939.